# آلرژی
آلرژی (به فرانسوی: allergie) یا حساسیت واکنش بیش از اندازه سامانه ایمنی بدن در برابر عوامل گوناگون است. کسانی که دچار حساسیت می‌شوند دارای دستگاه ایمنی فوق‌هوشیار هستند که در برابر مواد ظاهراً بی‌‌زیان موجود در محل زندگیشان واکنشی بیش از اندازه نشان می‌دهند. برای نمونه گرده گیاهان می‌تواند سیستم ایمنی شخص آلرژیک را چنان برانگیزاند که گویی با یک خطر جدی روبرو شده است. حساسیت یک بیماری بسیار شایع است و کمابیش از هر ده نفر، دو نفر به گونه‌ای از آن دچار اند. نتایج یک پژوهش در دانشگاه اوتاگ نشان می‌دهد کودکانی که به مکیدن انگشت شست یا جویدن ناخن دست خود عادت دارند کمتر با خطر دچار شدن به آلرژی رو در رو هستند. اگر چه به تشویق این نوع از رفتار در کودکان سفارش نمی‌شود اما ظاهراً این عادت‌ها از جنبه‌های مثبت انکارنکردنی نیز برخوردار اند.

## رویدادها به هنگام یک واکنش آلرژیک
هنگامی که یک سیستم ایمنی افراطی در معرض یک ماده حساسیت‌زا قرار می‌گیرد چند رویداد رخ می‌دهند:
1. بدن برای مبارزه با ماده یاد شده آغاز به ساختن گونه ویژه ای پادتن می‌کند که IgE نام دارد.
2. پادتن‌ها به گونه ای سلول خونی که ماست‌سل mast cell نام دارد می‌پیوندند. این سلول‌ها در دستگاه تنفسی و دستگاه گوارشی که جایگاه اصلی ورود عوامل آلرژی‌زا هستند فراوانند.
3. ماست‌سل‌ها با ترکیدنشان مواد شیمیایی گوناگونی مانند هیستامین و اینترلوکین را آزاد می‌کنند که عامل اصلی بروز بسیاری از نشانه های آلرژی است که از این نشانه ها می‌توان از خارش گلو، آبریزش بینی، ریزش اشک، عطسه و سرفه نام برد.

اگر ماده حساسیت‌زا در هوا باشد واکنش آلرژیک در چشم‌، بینی و ریه رخ می‌دهد و اگر این ماده خورده شود واکنش آلرژیک در دهان، معده و سایر بخش‌های دستگاه گوارش بروز می‌کند. گاهی واسطه‌های شیمیایی آزاد شده در بدن به قدری زیاد هستند که نشانه های بسیار حادی نظیر کهیر، کاهش فشار خون، شوک الکتریکی یا بیهوشی نیز به بار می‌آیند.

## نشانه‌های آلرژی
نشانه‌های آلرژی را می‌توان به سه دسته خفیف، متوسط و حاد تقسیم  کرد.
1. واکنش خفیف شامل نشانه‌هایی است که یک بخش از بدن را تحت تأثیر قرار می‌دهند، مانند التهاب، خارش و آبریزش از چشم. علایم خفیف به بخش‌های دیگر بدن منتقل نمی‌شوند.
2. نشانه‌های واکنش متوسط در بخش‌های گوناگون بدن پخش می‌شوند و خارش چشم ممکن است به خارش گلو و تنگی نفس هم بینجامد.
3. واکنش حاد که آنافیلاکسی (anaphylaxis) نام دارد نادر است و یک موقعیت خطرناک بوده و از مواردی است که در میان فوریت‌های پزشکی قرار دارند. در چنین مواردی آلرژی در همه بدن منتشر می‌شود. این حالت ممکن است با خارش چشم و چهره آغاز شود و در چند دقیقه به تندی در همه جای بدن پخش شود و نشانه‌های جدی‌تری چون درد معده، گرفتگی ماهیچه ها، تهوع و اسهال را در پی داشته و در عین حال درجه التهاب مجاری تنفسی و گوارشی به اندازه ای برسد که تنفس و بلع بسیار دشوار شود. آشفتگی ذهنی و سرگیجه نیز از نشانه‌های حساسیت هستند زیرا آنافیلاکسی کاهش شدید فشار خون را نیز در پی دارد.

همانندی نشانه‌های آلرژی و نشانه‌های سرماخوردگی
نکته‌ای که درباره نشانه‌های آلرژی باید به آن دقت کرد همانندی نشانه‌های آن با نشانه‌های سرماخوردگی است! از  این روی باید توجه داشته باشید که نشانه‌ها را به دقت بررسی کنید تا بفهمید دچار کدام بیماری هستید. برای نمونه یکی از ناهمانندی‌های نشانه‌های سرماخوردگی و آلرژی وجود بدن درد و کوفتگی در سرماخوردگی (البته نه همیشه) است در حالی که آلرژی چنین نشانه‌ای ندارد و یا نمونه دیگر از ناهمانندی آلرژی و سرماخوردگی این است که شما در سرماخوردگی هرگز کهیر و خارش پوستی نمی‌بینید اما گاهی در آلرژی چنین پدیده‌هائی دیده می‌شوند. روی هم رفته می‌توان گفت این دو بیماری بسیار همانند هم هستند و باید ناهمسانی‌های اندکی که در میان آن‌ها وجود دارند را بشناسید.

## عوامل دچار شدن به آلرژی
همه انسان ها دچار آلرژی نمی‌شوند. بیشتر حساسیت‌ها ارثی هستند و از پدر یا مادر به فرزندان می‌رسند. ممکن است انسان ها زمینه دچار شدن به آلرژی را به ارث ببرند اما به هیچ ماده ویژه‌ای حساس نباشند و تنها نقش انتقال‌ دهنده را بازی کنند. هنگامی که یکی از والدین دچار گونه‌ای از حساسیت باشد شانس دچار شدن فرزند او ۵۰٪ و اگر هر دو آن‌ها آلرژیک باشند این اندازه به ۷۵٪ می‌رسد.
| عوامل خوراکی       | عوامل محیطی    |
| ------------------ | -------------- |
| مغز دانه ها و آجیل | کائوچو( لاتکس) |
| ماهی، صدف و میگو   | گرده افشانی    |
| لبنیات             | کپک            |
| تخم مرغ            | خز‌حیوانات      |
| فرآورده های سویا   | نیش زنبور      |
| گندم               | گرد و غبار     |
| برخی میوه ها       | دود تنباکو     |
| ادویه ها           | آلودگی         |

## تشخیص

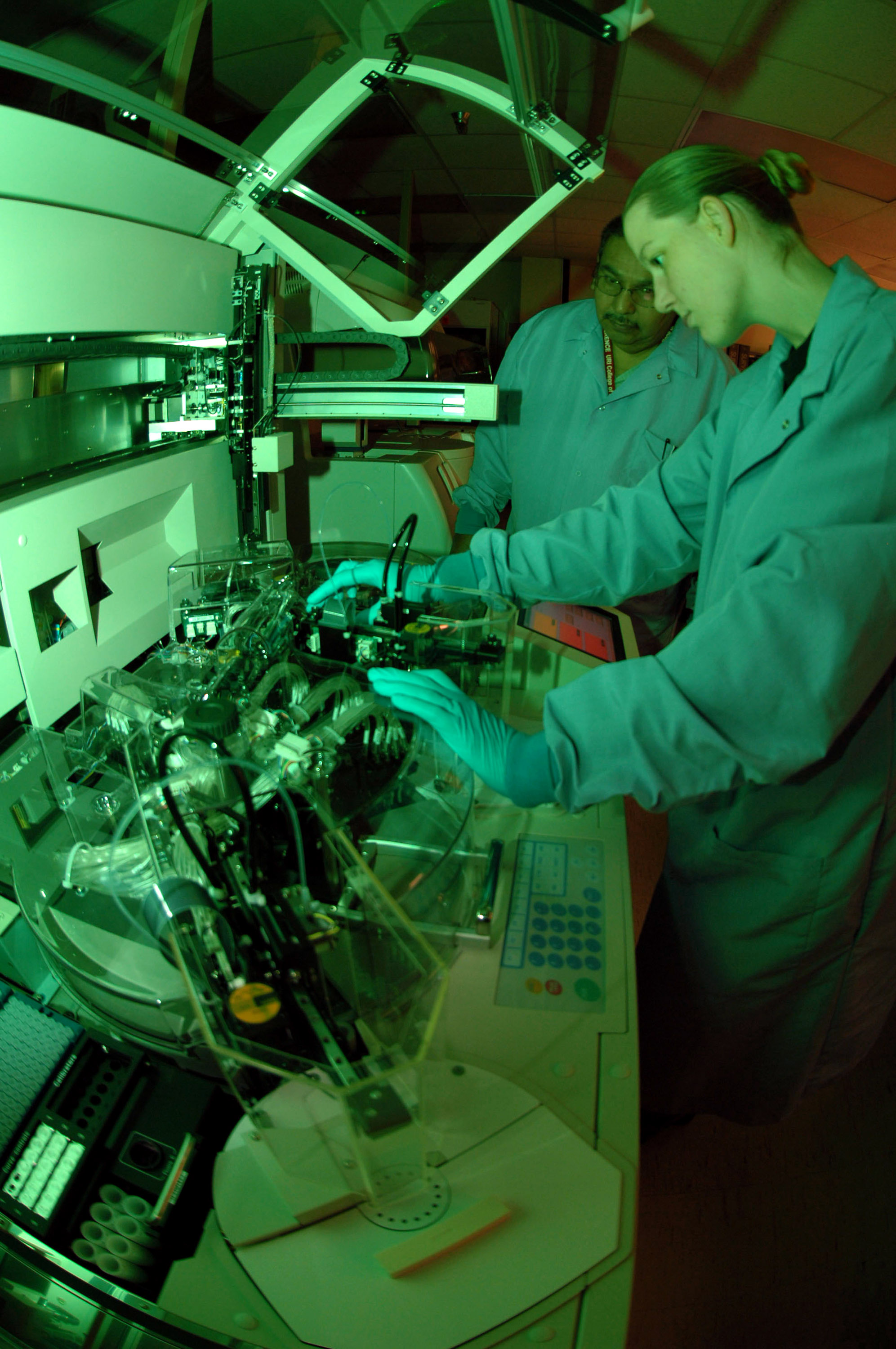
دستگاه آزمایش حساسیت

کنترل کارآمد بیماری آلرژی وابسته به تشخیص دقیق آن است. آزمایش حساسیت می‌تواند کمک به تأیید یا رد آلرژی کند. تشخیص درست، مشاوره و توصیه‌های پیشگیری که بر پایه آزمایش‌های معتبر حساسیت انجام شده باشند می‌توانند منجر به کاهش نشانه‌های حساسیت شوند و نیاز به داروهای ضد حساسیت را کم کنند. دو روش متفاوت برای تشخیص وجود آنتی‌بادی‌ها و نوع حساسیت در بدن وجود دارند: آزمایش از راه پوست و آزمایش خون که هر دوی این روش‌ها معتبر هستند و توصیه می‌شوند. این دو روش مقرون به صرفه و اقتصادی هستند. تشخیص زود هنگام و دقیق موجب کاهش هزینه‌های مشاوره، جلوگیری از مراقبت‌های ثانویه، تشخیص نادرست و پیشامدهای حاد و اورژانسی می‌شود. حساسیت با گذشت زمان تغییر می‌کند. آزمایش‌های منظم در پیوند با آلرژن‌ها اطلاعاتی را درباره تغییرات بیماری و مدیریت آن و در نتیجه بهبود وضعیت زندگی و تندرستی بیمار می‌دهند. به طور معمول برای تشخیص این که آیا حساسیت به مواد خوراکی مانند شیر، تخم مرغ، سویا و گندم تشدید شده‌ است یا نه از آزمایش‌ سالانه استفاده می‌شود و برای ارزیابی اندازه تشدید حساسیت عواملی چون بادام زمینی، مغز دانه‌ها، ماهی و صدف‌ها آزمایش‌هایی با فاصله زمانی دو تا سه سال انجام می‌شوند.

## پیشگیری
در زمان بارداری خوردن خوراکی‌های گوناگونی مانند کرفس، مرکبات، فلفل خام، مارگارین و روغن نباتی با دچار شدن به اگزما در پیوند است. مصرف بالای آنتی‌اکسیدان‌ها، زینک و سلنیوم در زمان بارداری می‌تواند از ابتلا به آلرژی جلوگیری کند که این احتمال ابتلا به آسم، خش خش سینه و اگزما را در خردسالی کاهش می‌دهد. پس از تولد و پیش از هفده هفتگی استفاده زود هنگام از خوراکی‌های سفت و متنوع می‌تواند خطر دچار شدن نوزاد به آلرژی را افزایش دهد.